# プログレスMS-17
プログレスMS-17（ロシア語: Прогресс МC-17、ロシア製造番号466、NASAではプログレス78Pと呼称）は、国際宇宙ステーション（ISS）への再補給のためにロスコスモスが打ち上げるプログレス補給船。これはプログレス宇宙機の169回目の飛行となる。

## 来歴
プログレスMSはプログレスMをもとに航法装置を強化した無人輸送機。この強化されたバリエーションは2015年12月21日に初めて打ち上げられた。このバージョンでは以下の強化が施されている：
- 人工衛星を展開可能な新しい外部コンパートメント。それぞれのコンパートメントは4個までの発射コンテナーを搭載することができる。プログレスMS-03で初めて搭載された。
- ドッキングおよび密閉機構の電気モーターの予備システムの追加による強化された冗長性
- 貨物コンパートメントへのパネル追加による微小隕石防護力の増強
- ロシアのルーチ中継衛星とのリンク機能によって、地上局の視野外でもテレメトリーと制御が可能に
- 地上局による軌道決定の必要なしに状況ベクトルおよび軌道パラメーターの決定を可能にするGNSS自律航法
- 宇宙ステーションとの直接無線データ交換機能によるリアルタイムの相対ナヴィゲーション
- ドッキング操作のための強化されたTV視野を可能にする新しいディジタル無線システム
- 統合コマンド・テレメトリー・システム（UCTS）によるウクライナ製のChezara Kvant-V無線システムおよびアンテナ・フィーダー・システムの置き換え
- クルスAからクルスNAディジタル・システムへの置き換え

## 打ち上げと最初のドッキング
2021年6月29日にバイコヌール宇宙基地31番射点からISSにむけてプログレスMS-17を搭載したソユーズ2.1aが打ち上げられた。プログレスMS-17は、2021年7月2日ににISSのロシア軌道セグメント（ROS）に自動的にドッキングし、ナウカ・モジュール天底側にあるロシア軌道セグメントの別のポートに愛ドッキングする2021年10月21日末まで滞在した。

## 背景と映画撮影
2021年5月14日、ロシア省庁間委員会は2021年から2023年のISSのメインおよび予備クルーの構成を認可した。アントン・シュカプレロフ宇宙飛行士（コマンダー）および映画Vyzov（挑戦）のクルー（女優のユリア・ペレシルドおよび監督のクリム・シペンコ）がソユーズMS-19でISSへと向かうことになった。撮影はロスコスモス、チャンネル1およびイエロー、ブラック・アンド・ホワイトスタジオの合弁事業である。医療委員会を通過した後で選ばれた代替案はニュー・ドラマ・シアターの女優アリョーナ・モルドヴィナと監督のアレクセイ・ドゥディンおよびコマンダーのオレッグ・アルテミエフである。2021年5月24日から乗組員はガガーリン宇宙飛行士訓練センターで訓練を受けていた。7月23日、一次クルーはソコル宇宙服を着用して、ソユーズのレプリカ内部での4時間のシミュレーションに参加し、バックアップクルーも同じ訓練を完了した。コマンダーのオレッグ・アルテミエフによれば、2人のバックアップの宇宙飛行参加者の能力は目覚ましいものがあるとのことである。2021年7月30日、宇宙船の打ち上げ前準備が開始された。2021年8月31日、医療委員会はメインと予備の双方のクルーは宇宙飛行に向けて健康上の問題がないことを発表した。
撮影機材はプログレスMS-17で打ち上げられた。
監督と女優は2021年10月17日にコマンダーのオレッグ・ノヴィツキーとともにソユーズMS-18で地球に帰還することが計画され、予定通り実施された。ソユーズMS-18でISSに到着したピョートル・ドゥブロフ飛行士とマーク・ヴァンデ・ヘイ飛行士はシュカプレロフとともにソユーズMS-19で着陸予定である。ソユーズMS-19は2022年3月28日に着陸する予定である。

### 反応
ロスコスモス長官のドミトリー・ロゴージンによれば、この映画は「ロスコスモスが、普通の2人の人を約3〜4ヶ月で飛行する準備をさせることができるかどうかを確認する実験」であり、科学および航空宇宙コミュティからは、彼らのフライトから訓練された宇宙飛行士を排除するとか、公金の悪用であるとか、さらには非科学的な目的のためにステーションのリソースを使用することさえも違法であると反発されている。ロシアの検事総長、イゴール・クラスノフは、宇宙ステーションの資源の使用が違法であるかどうかの調査を開始した。ロスコスモスの有人飛行部門の責任者セルゲイ・クリカレフはこのプロジェクトに反対して発言したことで地位を失ったと伝えられているが、現役宇宙飛行士からの抗議で数日後に復帰した。

### 映画
クリム・シペンコは監督、オペレーター、アートディレクター、メークアップアーティストを兼任して、ISS船内で35分から40分の映画を撮影した。オレッグ・ノヴィツキーとピョートル・ドゥブロフも映画に出演し、ドゥブロフとマーク・T・ヴァンデ・ヘイが映画製作を援助した。シュカプレロフも映画のいくつかのシーンに登場している。

## 2回目のドッキング
2021年2月3日、ロスコスモス長官のドミトリー・ロゴージンが議長を務めるロシア有人宇宙システム試験委員会は2021年および2022年第１四半期の最新のISSのスケジュールを承認した。
ズヴェズダ・モジュール後方側ポートの移送チャンバーでの空気漏れが見つかったために、ロスコスモスはプログレスMS-17輸送船のドッキング目標をポイスク・モジュール　(MIM2)に変更した。
110日後、プログレスMS-17は2021年10月20日の23:42 UTCにドッキングを解除した。
起動条件がドッキングに適するまでの29時間を自動飛行し、2021年10月22日 ０４：２１：０７ UTCに新しく到着した「ナウカ」の天底側（地球側）ポートに再ドッキングした
。
プログレス宇宙船は、ソユーズ宇宙船のような迅速な定期的な再配置ができないため、このように時間をかけて再配置が行われた。
これは、プログレスが目的地であるポートの主軸から伸びる狭い円錐形のゾーン（この場合は「ナウカ」の直下）に入ってからでないと安全に運用できないようになっているためである。
つまり、プログレスはステーションから離れてから、1日後くらいに自然にステーションに近づくようになっていた。
この方法は燃料消費量が少なくて済むが、ランデブーを完了させるためには、GLONASS衛星やGPS衛星から得られる航法信号と、移転先への最終接近のためのクア-NAランデブーシステムに頼る必要があった。

## ロシア軌道セグメントの拡張

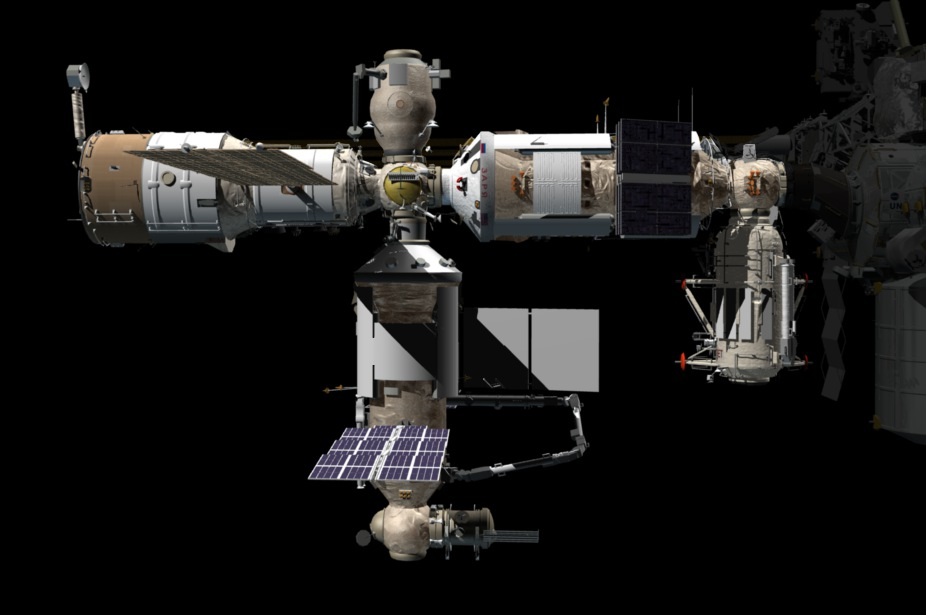
ナウカがドッキングした後のロシア軌道セグメントのコンピューター生成画像

2021年2月3日、ロスコスモス長官ドミトリー・ロゴージンが議長を勤める有人宇宙システムテスト委員会は2011年および2022年の最新のISSのスケジュールを承認した。
ズヴェズダ・サービス・モジュールの船尾側に接続された移送チャンバーに空気漏れが見つかったことから、ロスコスモスはプログレスMS-17補給船のドッキング目標をポイスク・モジュール（MRM2）へと変更した。ドッキングから147日後にプログレスMS-17はドッキングを解除し、新しく到着したナウカの天底側（地球向き）ポートに、2021年10月末に再ドッキングする予定である。
この移動はロスコスモスにプリチャル・モジュールによるロシア軌道セグメント拡張の次段階の準備を可能とする。現時点では2021年11月24日に予定されているプリチャル（プログレスM-UM）の打ち上げに先立って、プログレスMS-17は貨物船および有人船のドッキング専用に設計されたナウカのドッキング機構の特別拡張アダプターを伴ってナウカの天底側ポートからドッキング解除することになる。その結果、プリチャル・モジュールはナウカの再構成されたポートに能動ハイブリッド・ドッキング・ポートを使って2021年11月24日にドッキングすることが可能となる。これによって、プログレスMS-17とともに廃棄されるアダプターを介して利用可能であったよりも、広い通路が利用可能となる。
2020年8月の計画通りに進行すれば、プログレスMS-17は宇宙空間に179日とどまることになる。

## 貨物
プログレスMS-17宇宙機は、1509kgの与圧貨物を含む2493kgの貨物を搭載していた。
- 与圧貨物： 1509 kg
- 燃料： 470 kg
- 酸素： 40.5 kg
- 水： 420 kg

## ドッキング解除と投棄
プログレスMS-17は2021年11月24日までステーションにドッキングしており、ゴミと、その翌日に打ち上げられるプログレスM-UMで運ばれてくるプリチャルのためにナウカの天底側ポートのドッキング・アダプターとともにステーションを離れ、南太平洋上で破壊されるように大気圏に再突入する予定である。